# Coptocephala zhaosuensis
Coptocephala zhaosuensis là một loài bọ cánh cứng trong họ Chrysomelidae. Loài này được Tan in Huang, Han & Zhang miêu tả khoa học năm 1985.